# Moita
Moita [ˈmoitɐ] ist eine Kleinstadt (Vila) in Portugal, in der Region Lissabon. In der Stadt leben 17.728 Einwohner (Stand 19. April 2021).
Moita ist für seine Stierkampf- und Weinbau-Tradition bekannt. Mit der Casa dos Marcos befindet sich hier zudem ein europäisches Pionierprojekt zu Seltenen Krankheiten.

## Geschichte
König Sancho I. gab 1186 die Region vom Südufer des Tejo (heute als Margem Sul bekannt) dem Santiagoorden. Die heutige Ortschaft ist erst ab 1217 entstanden, nach der definitiven Rückeroberung von Alcácer do Sal. Im Jahr 1319 wurde mit São Lourenço de Alhos Vedros eine erste eigenständige Gemeinde geschaffen. Alhos Vedros wurde 1477 zur Vila ernannt, um 1479 Sitz eines eigenständigen Kreises zu werden. 1514 erhielt der Ort Stadtrechte.
Im Laufe des 16. Jahrhunderts entstanden weitere kleine Ortschaften im Gebiet. Auf Grund des dicht bewaldeten Gebietes wuchs die Bevölkerung hier nur langsam. Bedeutendste wirtschaftliche Aktivität war, neben Fischerei und Landwirtschaft, vor allem der Fährverkehr über den breiten Tejo. Moita wurde so zunehmend zu einem bedeutenden Durchgangsort zwischen der Hauptstadt Lissabon und dem Süden des Landes. Dies bewirkte einen zunehmenden Bedeutungsgewinn Moitas gegenüber dem allmählich an Bedeutung einbüßenden Alhos Vedros. 1691 wurde Moita zur Vila erhoben.
Im Verlauf der Verwaltungsreformen nach der Liberalen Revolution 1822 und dem folgenden Bürgerkrieg 1826–1834 wurde der Kreis Alhos Vedros 1855 aufgelöst und als weiter eigenständige Gemeinde dem Kreis Barreiro angegliedert. Nachdem die Gemeinde 1861 zum Kreis Moita gekommen war, wurde dieser 1895 aufgelöst und komplett Barreiro angegliedert, um seit 1898 wieder ein eigenständiger Kreis zu sein.
Die seit 1837 in Moita stattfindenden Stierkämpfe wurden seit 1872 in der neu errichteten Stierkampfarena ausgerichtet. Nachdem die Behörden die Arena 1947 aus Sicherheitsgründen geschlossen hatten, gründete sich die Sociedade Moitense de Tauromaquia (port. für: Stierkampfgesellschaft von Moita). Diese organisierte die Errichtung der heute zu sehenden Arena Daniel do Nascimento, die 1950 eröffnet wurde.

## Kultur und Sehenswürdigkeiten
Zu den Baudenkmälern von Moita zählen eine Reihe historischer öffentlicher Bauten, darunter der 1722 errichtete Kai, die Fábrica de Cortiça Socorquex (Korkverarbeitung) aus den 1940er Jahren, der Friedhof, das 1928 eröffnete Kraftwerk im Art déco-Stil, und verschiedene Wohnblocks des sozialen Wohnungsbaus und Gartenanlagen. Auch Sakralbauten zählen dazu, darunter die manieristisch-barocke Gemeindekirche Igreja Paroquial da Moita aus dem 17. Jahrhundert, nach ihrer Schutzpatronin auch Igreja de Nossa Senhora da Boa Viagem (dt.: Kirche unserer lieben Frau der guten Reise)
Der historische Ortskern steht zudem als Ganzes unter Denkmalschutz.
Siehe auch: Liste der Kulturdenkmale im Concelho Moita

## Verwaltung

### Kreis Moita
| Wappen des Kreises Moita | Moita ist Sitz eines gleichnamigen Kreises Concelho im Distrikt Setúbal. Am 19. April 2021 hatte der Kreis 66.255 Einwohner auf einer Fläche von 55,3 km². Die Nachbarkreise sind (im Uhrzeigersinn im Norden beginnend): Montijo, Palmela, Barreiro sowie das Delta des Tejo. |

Mit der Gebietsreform im September 2013 wurden mehrere Gemeinden zu neuen Gemeinden zusammengefasst, sodass sich die Zahl der Gemeinden von zuvor sechs auf vier verringerte.
Die folgenden Gemeinden (Freguesias) liegen im Kreis Moita:

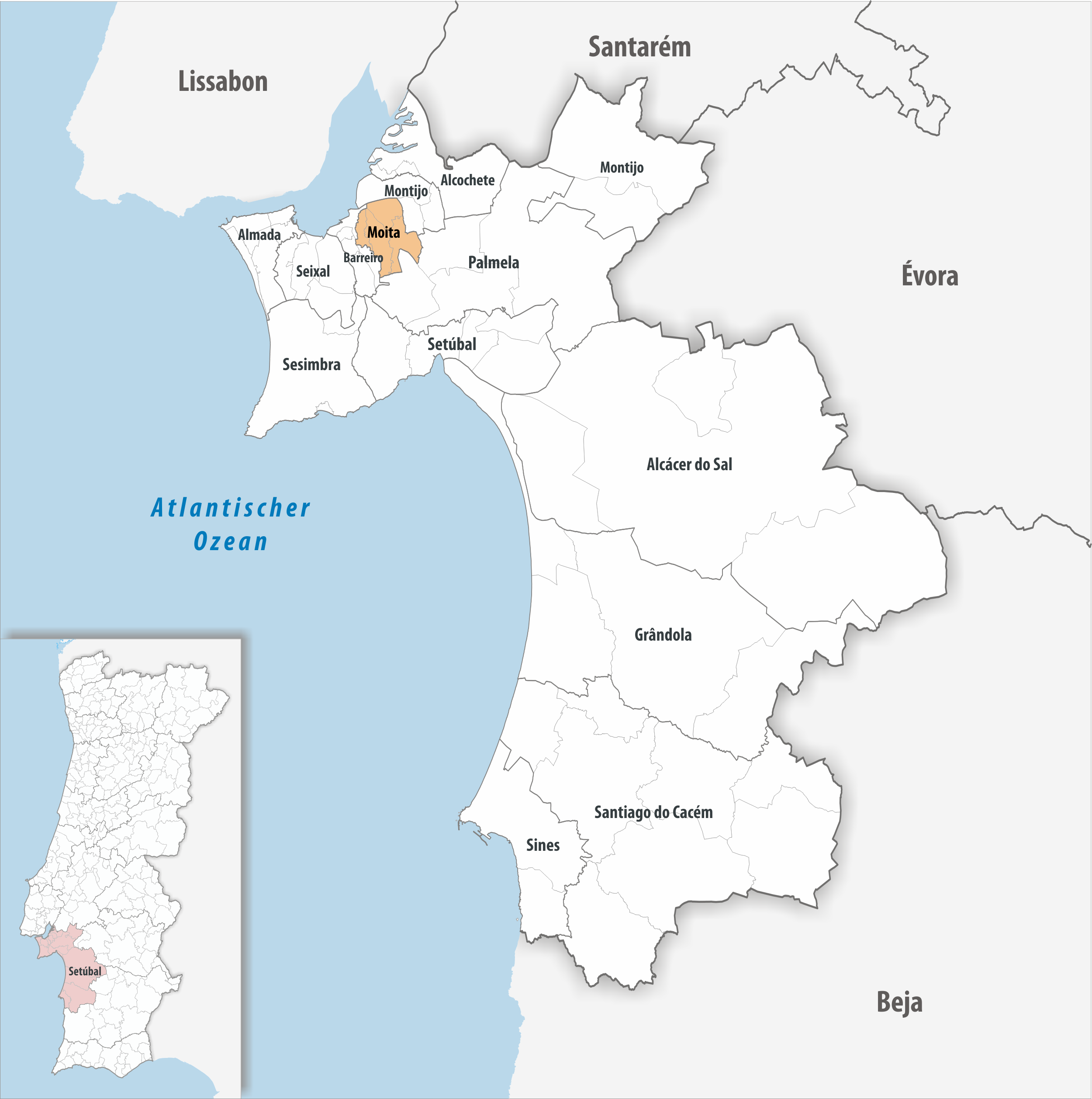
Kreis Moita

| Gemeinde                             | Einwohner (2021) | Fläche km² | Dichte Einw./km² | LAU- Code |
| ------------------------------------ | ---------------- | ---------- | ---------------- | --------- |
| Alhos Vedros                         | 16.146           | 17,91      | 902              | 150601    |
| Baixa da Banheira e Vale da Amoreira | 30.089           | 6,42       | 4.686            | 150607    |
| Gaio-Rosário e Sarilhos Pequenos     | 2.292            | 12,99      | 176              | 150608    |
| Moita                                | 17.728           | 17,94      | 988              | 150603    |
| Kreis Moita                          | 66.255           | 55,26      | 1.199            | 1506      |

### Bevölkerungsentwicklung

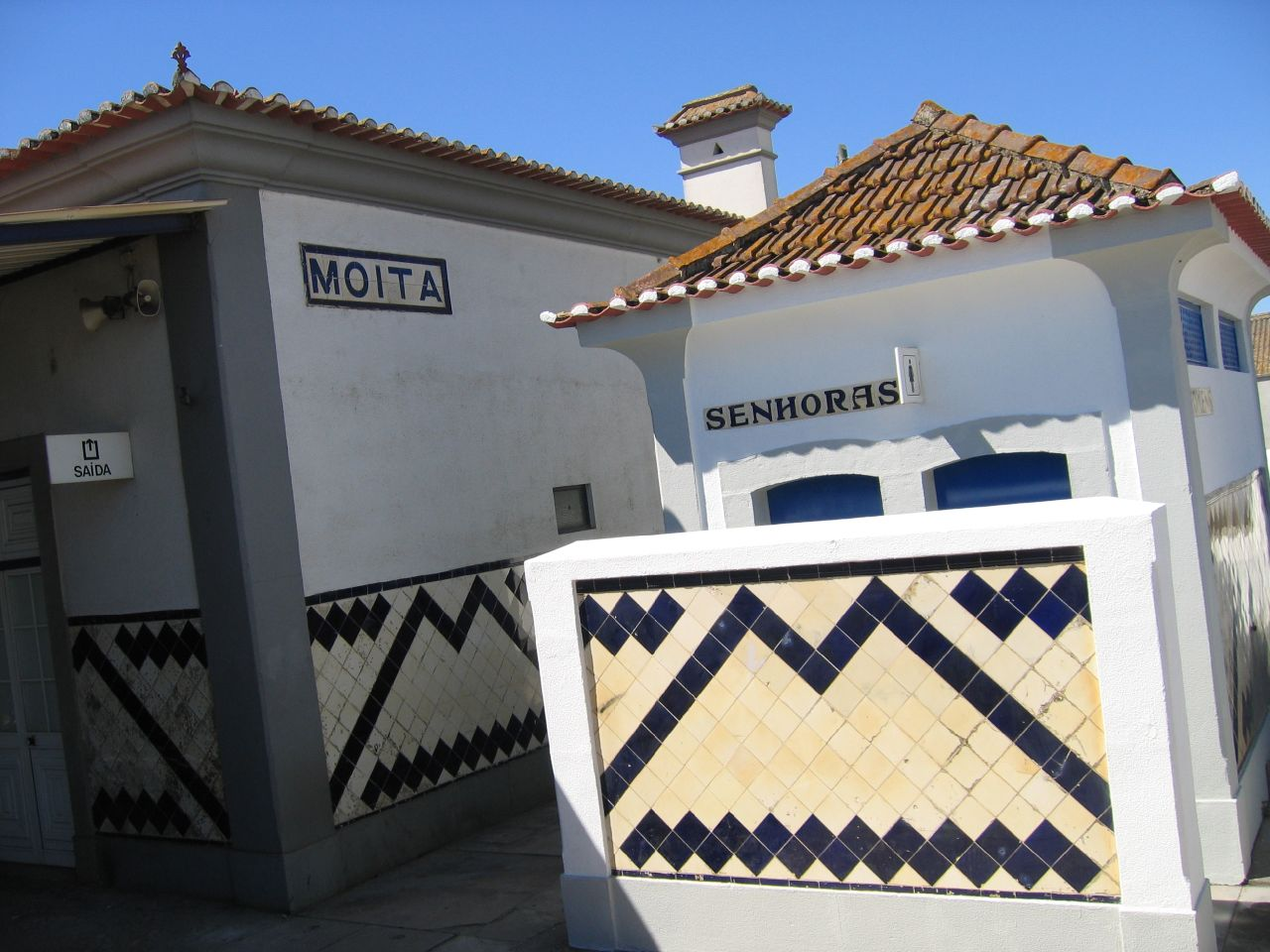
Im Bahnhof von Moita

| Einwohnerzahl im Kreis Moita | Einwohnerzahl im Kreis Moita | Einwohnerzahl im Kreis Moita | Einwohnerzahl im Kreis Moita | Einwohnerzahl im Kreis Moita | Einwohnerzahl im Kreis Moita | Einwohnerzahl im Kreis Moita | Einwohnerzahl im Kreis Moita | Einwohnerzahl im Kreis Moita | Einwohnerzahl im Kreis Moita |
| ---------------------------- | ---------------------------- | ---------------------------- | ---------------------------- | ---------------------------- | ---------------------------- | ---------------------------- | ---------------------------- | ---------------------------- | ---------------------------- |
| Jahr                         | 1801                         | 1849                         | 1900                         | 1930                         | 1960                         | 1981                         | 1991                         | 2001                         | 2008                         |
| Einwohner                    | 1.261                        | 2.273                        | 6.350                        | 9.486                        | 29.110                       | 53.240                       | 65.086                       | 67.449                       | 71.596                       |

### Kommunaler Feiertag
- Dienstag nach dem zweiten Sonntag im September

### Städtepartnerschaften
- Kap Verde: Tarrafal
- Frankreich: Plaisir
- Portugal: Pinhel[8]

## Verkehr
Der Kreis Moita verfügt über drei Haltepunkte der Eisenbahnstrecke Linha do Alentejo, darunter der Bahnhof der Stadt Moita.
Die Stadt ist über ihre Anschlussstelle der Autobahn A33 an das Fernstraßennetz des Landes angeschlossen.
Der lokale und regionale Öffentliche Personennahverkehr wird durch private Buslinien, vor allem der Transportes Sul do Tejo sichergestellt.

## Söhne und Töchter der Stadt

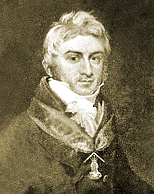
António Hipólito da Costa

- António Hipólito da Costa (1756–1839), Militär und liberaler Politiker
- Luís Costa Santos (1897–1969), republikanischer Politiker und Philanthrop
- Georgette Duarte (* 1925), Leichtathletin
- Manuel José Tavares Fernandes (* 1951), Fußballspieler und -trainer
- António Henriques Jesus Oliveira (* 1958), Fußballspieler, Nationalspieler u. a. bei der WM 1986
- Carlos Manuel (* 1958), Fußballspieler und -trainer, seit 2012 Nationaltrainer Guinea-Bissaus
- Diamantino Miranda (* 1959), Fußballspieler und -trainer
- Luís Feiteira (* 1973), Leichtathlet, Marathonläufer bei Olympia 2012
- Marco António Miranda Tábuas (* 1976), Fußballtorwart

Der Dirigent und Komponist Francisco Félix Simaria war ab 1876 Leiter des hiesigen Orchesters Sociedade Filarmónica Estrela Moitense.